# 湯野温泉
湯野温泉（ゆのおんせん）は、山口県周南市（旧国周防国）にある温泉。山口市の湯田温泉、長門市の長門湯本温泉とともに、「防長三名湯」と称されることもある。1930年の『日本温泉案内』では「湯野鉱泉」と紹介されている。

## 泉質
- 含弱放射能―アルカリ性硫黄温泉

源泉温度28〜33℃。毎分150Lの湧出量。

## 温泉街
夜市川の上流部に温泉街が広がる。夏目漱石の坊っちゃんのモデルとされる、弘中又一の出身地であり、温泉地には生家が残り、その隣には記念公園がある。また川沿いには川釣りをする坊っちゃんの像も立っている。旅館は「紫水園」「芳山園」の2軒が存在する（2023年4月現在）。このほか2022年2月までは「国民宿舎湯野荘」も営業していたが閉業。湯野荘は2023年秋に宿泊棟を無くす代わりに飲食施設や露天風呂を新設した日帰り湯の形に生まれ変わる予定。また、近隣には足湯があり、そのそばには史跡の山田家本屋がある。

## 歴史
開湯は天正年間に河村三五兵衛が薬師如来のお告げで温泉を発見したという。ただし、開湯伝説では神功皇后が新羅征討後に暴風雨のため周防国白髪の浦（現周南市戸田）に寄港・上陸した際、生後間もない誉田別命（のちの応神天皇）が大病罹患したため、武内宿祢が近くに湯の湧く所あるを聞き、その湯を供したところ平癒回復したことが温泉の起源とする。幕末の地誌である『防長風土注進案』には、安永年間の湯治場利用に関する記載がある。明治22年（1889）に本格的な温泉掘削に着手。明治36年（1903）に当時の湯野村村長が湯野温泉株式会社を設立。直後の日露戦争で広島衛戍病院に収容されていた負傷兵士の転地療養地に指定され、全国的に有名になった。明治43年（1920）の『温泉案内』では旅館数は一つ。昭和5年（1930）の『日本温泉案内』によれば、かつては湯が高温で付近に遊郭もありにぎわっていたという。昭和10年（1935）に鉱山成金といわれた小松松三郎が掘削し自噴泉を掘り当て、旅館「天松閣」を開設した。第二次世界大戦中、同旅館は海軍によって徴発され、徳山の海軍回天基地の特攻隊が最後の慰安に訪れた。戦後、国鉄に移管されたが、徳山市による陳情で返還された。これが現在の「紫水園」である。

## アクセス
- 山陽新幹線徳山駅、山陽本線徳山駅・新南陽駅・福川駅・戸田駅より防長バス「湯野温泉」「柚木河内」行き（戸田駅より約10分）。